# Rarities Vol. 1: The Covers
Rarities Vol. 1: The Covers è un album in studio di cover del gruppo musicale statunitense No Use for a Name, pubblicato nel 2017.

## Tracce
1. Turning Japanese (The Vapors)
2. Hybrid Moments (Misfits)
3. I've Heard (Dag Nasty)
4. Selwyn's Got a Problem (D.I.)
5. Enjoy the Silence (Depeche Mode)
6. Badfish (Sublime)
7. Dream Police (Cheap Trick)
8. Fairytale of New York (The Pogues)
9. Make Our Dreams Come True (Laverne & Shirley)
10. 1945 (Social Distortion)
11. Don't Cry for Me Argentina (Madonna)
12. The Munster's Theme (The Munsters)
13. Beth (Kiss)

## Formazione
- Tony Sly - voce, chitarra
- Chris Shifflet - chitarra (tracce 1-3,8-9,11-13)
- Dave Nassie - chitarra (tracce 4-7, 10)
- Matt Riddle - basso, voce
- Rory Koff - batteria